# Franciscus de Corte
Franciscus de Corte (Brugge, ca. 1670 - ca. 1730) , ook Franciscus Curtius, was een Zuid-Nederlands augustijn en geestelijk schrijver.

## Levensloop
Hij was de broer van Lodewijk de Corte, die heer van Oostkerke was. Hun grootouders waren de gegoede Brugse burgers, Maximiliaan de Corte († 1619) en Anna vander Eycken. Haar moeder was een De Baenst. Dat maakte dat ze het ammanschap van de heerlijkheid Oostkerke kon verwerven, toen de familie de Baenst (en de familietak de Croÿ) het opgaven. In 1623 gebeurde hetzelfde voor wat betreft de heerlijkheid Oostkerke zelf: hun zoon Filips de Corte werd eigenaar (1623-1646), nadat de familie de Croÿ die te koop aanbood. Na hem was het zijn broer Lodewijk de Corte (1646-1650), vervolgens diens zoon Joris de Corte (1750-1703) en na hem zijn zoon, de gemelde Lodewijk (†1727), die vrijgezel bleef, het ammanschap uitoefende en de heerlijkheid bezat (1703-1727). Hij werd opgevolgd door hun beider broer Marc (1727-1733) en hun zus Marie-Anne (1733-1739), allebei ook ongehuwd. Nadien werd de heerlijkheid nog gehouden tot in 1764 door vijf elkaar opvolgende neven, allen vrijgezel.
Als jonge man trad Franciscus in bij de augustijnen in Brugge en ondernam vele jaren studie, wat hem onder meer in Antwerpen bracht, waar hij zijn erudiete werken liet drukken.

## Publicaties
- Syntagma de annulis sive tractatus annularis de annulorum origine, virtute et dignilate, selectis historiis, theo-politicis monitis, ac variis discursibus illustratus, Antwerpen, 1706.
- Gods Wonderheden in het leven ende doodt van den grooten mirakeldoender den H. Nicolaus Tolenlinas, wiens mirakuleus bloedl Syn Heyliylieydt Clemens XI heeft gejont aen het convent der Eerw. PP. Augustynen tot Antwerpen, Antwerpen, 1707